# Ларине (станція)
Ла́рине — вузлова залізнична станція Донецької дирекції Донецької залізниці на перетині трьох ліній Ясинувата — Ларине, Доля — Ларине, Іловайськ — Ларине між станціями Чумакове (11 км), Караванна (7 км) та Менчугове (6 км). Розташована в селищі Ларине Донецького району Донецької області.
Через військову агресію Росії на сході України транспортне сполучення припинене з підконтрольною Урядом території України. Наразі окупаційне керівництво Донецької залізниці запустило приміське сполучення за напрямком Ясинувата — Іловайськ.